# Hasta
Hasta era el terme llatí que designava una varietat de llança en la Roma clàssica. Inicialment fou l'arma típica dels legionaris romans i donà nom als soldats anomenats hastats. En època de la república els hastats anaven armats amb pilum, però els soldats del tercer rengle, els triaris, conservaren la seva hasta tradicional.
A diferència d'altres armes llargues de git (lancea, pílum, verutum), una hasta es mantenia a la mà dreta del soldat per a ferir de forma directa. En cas de emergència es podia llançar.

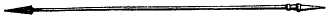
Dibuix d'una llança nòrdica semblant a una hasta romana.

## Característiques
Una hasta era una llança amb asta de freixe d'una llargària de l'ordre de 2-2,5 metres. La punta o ferrussa era de ferro o acer, d'uns 30 centímetres de llarg. Disposava d'un aristol metàl·lic en la part inferior, que permetia clavar-la a terra o usar-la en combat si l'asta es trencava. El pes total variava entre 1,2 i 2 kg.

### Hasta i ascona muntera
Una hasta era molt semblant a l'ascona muntera que portaven els almogàvers.

### Terminologia romana
- Punta o ferrussa (cuspis, spiculum, aichmê, epidoratis)
- Asta (hastile, doru)
- Aristol (spiculum, sauroter, sturax)

## Variants
Flavi Renat Vegeci escrigué sobre algunes varietats de llances.
- Hasta amentata. Llança amb un amentum per a llançar-la
- Hasta ansata. Llança amb una baga per a llançar-la.
- Hasta velitaris. La llança que portaven els vèlits, guerrers d'infanteria romans.[6]
- Hasta pura. Llança sense ferro emprada com a condecoració.[7]
- Hasta praepilata. Llança amb un botó o una bola a la punta, usada perquè la ferrussa no punxés en els entrenaments.[8]
- Hasta publica (vegeu subhasta)
- Hasta centumviralis i hasta decemviralis. Usades com a símbols de jerarquia dels jutges.[9][10](Vegeu Centumvir i Decemvir).[11]

## Documents
- 8dC. Ovidi, a Les Metamorfosis parla de les fustes d'un dard excepcional.[12]
- 1128. “...Allata est hasta fraxinea, ferrum pictavense praetendens...”[13]
- any 1283. Desclot dona el preu de les llances, en descriure el Combat de Malta. Una llança amb asta de freixe i amb el ferro fabrit (polit) costava un morabatí d'or. Els triaris romans havien de pagar cadascun el seu equip. És interessant poder estimar, per comparació, el preu d'una hasta.

| «                                          | Aquesta batalla dura tro a mig jorn; si que la huna part ne l'altra no sabia qual ne havia milloria; tant que les galeres dels Prohençals hagueren despeses les llances e les pedres e la calcina, e meseren mans a gitar los boxos dels morters. E quant los Catalans veren quels boxos e los morters los gitaven, conegueren que totes llurs armes havien despeses; e adonch cridaren: «Arago! Arago! via sus!». E prengueren vigoria, e combateren los molt forment; e gitaven los llances de frexa ab ferres febrits, que cascuna valia hun morabatí d'aur, e escones munteres; e donaven los de tals colps que nols valia guarniment ne cuyraces. Si que la galera de Berthomeu Bovi de Massella, qui era almirall, nol poch soferir; e axi com poch exis de la batalla ab set galeres de les sues, e fogiren fora del port. | » |
| — Capítol CXIII. Crònica de Bernat Desclot | |   |

- 1538. Joan Lluís Vives, en els seus Diàlegs (Linguae Latinae exercitatio), esmentava la llança i la seva punta.[14][15]

| « | ...sed hastae cuspide, et ense districto... | » |
| — ...ans amb la punta de la llança i l'espasa a la mà... , Dialogistica linguae latinae exercitatio. Joan Lluís Vives. . |                                             |   |

- 1551."Per hastae cuspidem currere". Expressió comentada per Desiderius Erasmus.[16]
- 1792. "Per hasta cuspidem currere" (Passar un gran perill).[17][18]